# Schilbe djeremi
Schilbe djeremi är en fiskart som först beskrevs av Thys van den Audenaerde och De Vos 1982.  Schilbe djeremi ingår i släktet Schilbe och familjen Schilbeidae. IUCN kategoriserar arten globalt som livskraftig. Inga underarter finns listade i Catalogue of Life.